# Кирпищикова, Анна Александровна
А́нна Алекса́ндровна Кирпищикова (урождённая Быдарина, 1838—1927) — русская писательница.

## Биография
Родилась 2 февраля (14 февраля по новому стилю) 1838 года на Полазненском заводе Пермской губернии в семье бывших крепостных. Ее отец — Александр Григорьевич Быдарин — был крепостным служителем заводовладельцов Абамелек-Лазаревых, а после отмены крепостного права — секретарем главноуправляющего всеми заводами Х. Е. Лазарева в Чермозе, затем — помощником управляющего и управляющим Полазнинским заводом. Мать — Александра Ивановна, была дочерью священника.
Девочка получила домашнее образование и в дальнейшем самостоятельно изучала историю, политэкономию, эстетику. В 15 лет умерла мать и вскоре отец женился вторично, после чего Анна переехала жить к тётке в Чермоз. В 1854 году она вышла замуж за помощника учителя заводской Чермозской школы Михаила Алексеевича Кирпищикова. Благодаря мужу она познакомилась с произведениями русских писателей; в конце 1850-х годов она начала писать сама. Мировоззрение Кирпищиковой сложилось под влиянием общественного движения в России 1860—1870 годов. Первая её публикация состоялась в некрасовском «Современнике» — рассказ «Антип Петрович Мережин», повествующий о тяжелой судьбе молодой крестьянки, был лично одобрен Н. А. Некрасовым и опубликован в 1865 году. В этом же году в «Современнике» состоялась публикация одного из лучших её произведений — повести «Порченая».
В 1865 Кирпищикова переехала в Пермь, где зарабатывала на жизнь семьи (к этому времени у неё было трое детей) шитьем, не оставляя сочинительства. Новая значительная по объему повесть писательницы — «Как жили в Куморе» получила высокую оценку М. Е. Салтыкова-Щедрина и была опубликована в журнале «Отечественные записки» в 1867 году. С 1879 года А. А. Кирпищикова сотрудничала с «Екатеринбургской неделей», опубликовав там ряд повестей и стихотворений. Литературную деятельность она прекратила в 1890-х годах: у неё умер муж, сын и младшая дочь.
В 1926 году в Пермском университете состоялось чествование Кирпищиковой за большой вклад в дело развития литературы Прикамья. Ей была назначена персональная пенсия.
Умерла 17 апреля 1927 года в Перми. Была похоронена на Новом (Егошихинском) кладбище города, в советские годы место её могилы было утеряно.
Имя А. А. Кирпищиковой с 2002 года носит улица в микрорайоне Центральная усадьба (Мотовилихинский район Перми). В фондах Государственного архива Пермского края имеются документы, к ней относящиеся.